# TWG Tea
TWG Teaは、シンガポールの高級茶葉ブランドである。
2008年に、シンガポールのライフスタイル企業であるThe Wellness Groupの子会社として設立された。このブランド名「TWG」は、「The Wellness Group」の頭字語に由来する。
2014年には、V3グループの子会社であるOsim InternationalがTWG Teaの過半数の株式を取得した。同社は、アジア、ヨーロッパ、中東、北米にある70以上のブティックとサロンで1,000種類以上のブレンドティーを販売している。また、国際的な小売業者にも茶葉を配布している。
TWG Teaは2000年代に急速に拡大し、アラブ首長国連邦、英国、米国、中国など多くの国にサロンやブティックを展開している。

## 歴史
TWG Teaは、シンガポールの企業であるThe Wellness Groupの子会社として、2008年に設立された。創設者であるマノイ・M・ムルジャニ（インド系の香港人）は、フランス系モロッコのソムリエであるタハ・ブークディブと共に、この高級茶屋チェーンの構想を練った。ブークディブの妻であるマランダ・バーンズ・ブークディブも、創設パートナーの一人であった。

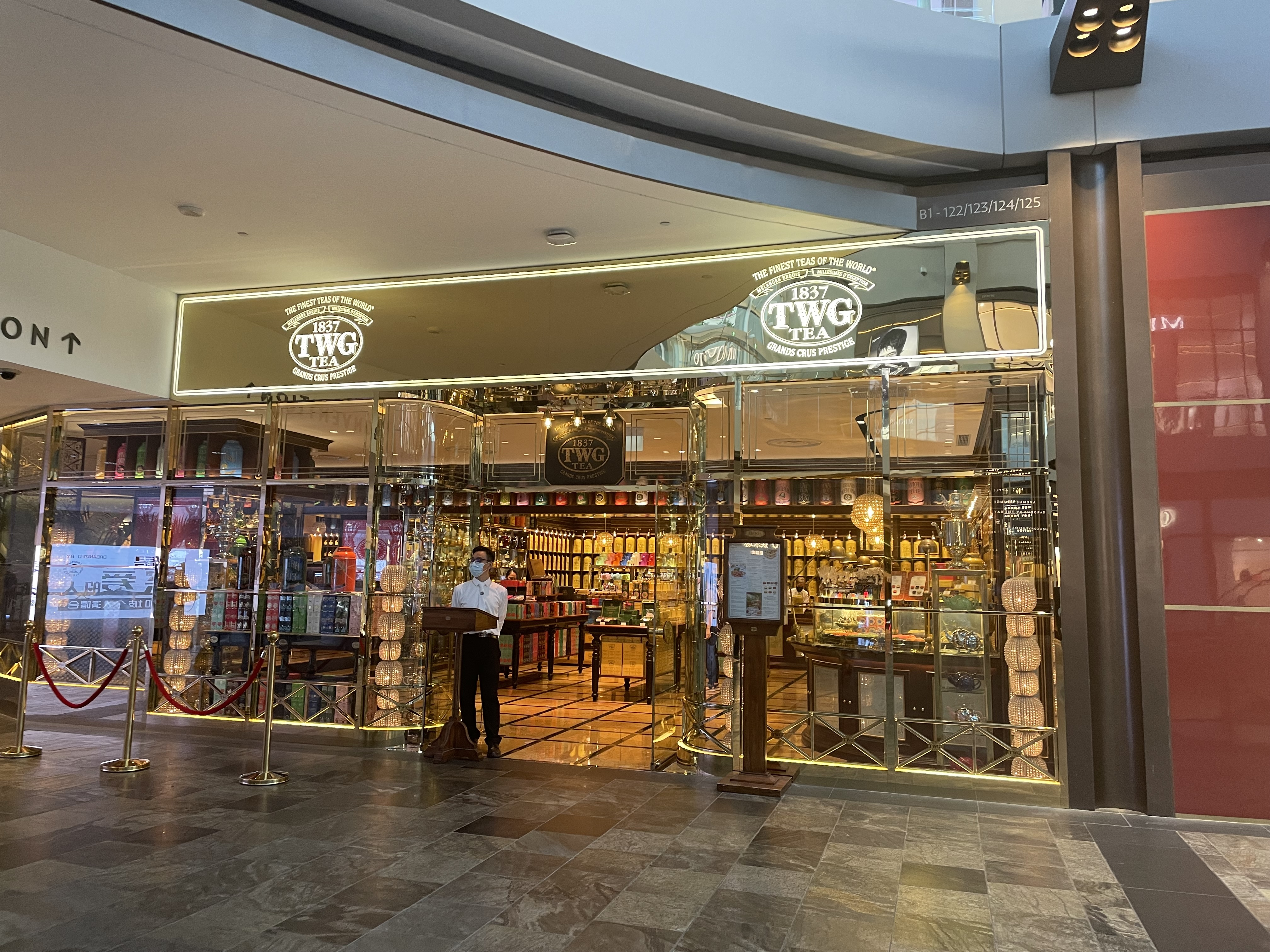
マリーナベイサンズのTWG Tea

同社は2008年、シンガポールのラッフルズ・プレイスにあるリパブリック・プラザで最初のティーアウトレットをオープンした。続いて、IONオーチャードモールにより大きな店舗を開設した。2009年までに、TWG Teaの製品はニューヨークのDean&Delucaで販売され、シンガポール航空のフライトでも提供されるようになった。2010年には、東京・自由が丘に初の海外店舗をオープンしている。
2011年4月、Osim InternationalはTWG Teaの株式の35%を取得した。その年の後半、同社は香港のIFCモールに店舗を開設し、香港市場に進出した。しかし、これは1932年以来「TWG」という頭字語を使用していた香港のTsit Wing Groupから商標侵害で訴訟を提起される結果となった。2014年、裁判所はTsit Wing Groupに有利な判決を下し、TWG Teaは香港での事業名を「Tea WG」に変更することを余儀なくされた。
2014年には、TWG Teaはシンガポール本社にトレーニング施設を開設し、スタッフをティーソムリエとして訓練するプログラムを導入した。同年、MurjaniとBouqdibの間でブランドの所有権を巡る法的紛争が発生し、その結果、MurjaniとThe Wellness Groupはブランドから撤退した。ブランドは、Bouqdibが設立した2番目の親会社であるThe Wellbeing Groupの所有権に移行した。
2016年、TWG Teaはカナダ・バンクーバーに北米初の店舗を開設した。2017年には、シンガポールに「TWG Tea Institute」を正式に立ち上げ、すべての従業員に茶の醸造技術と同社のティーブレンドに関する知識を提供するトレーニングを行っている。
2019年までに、TWG Teaは世界19都市に70の店舗を展開し、40カ国以上でその茶製品を販売している。

## 製品

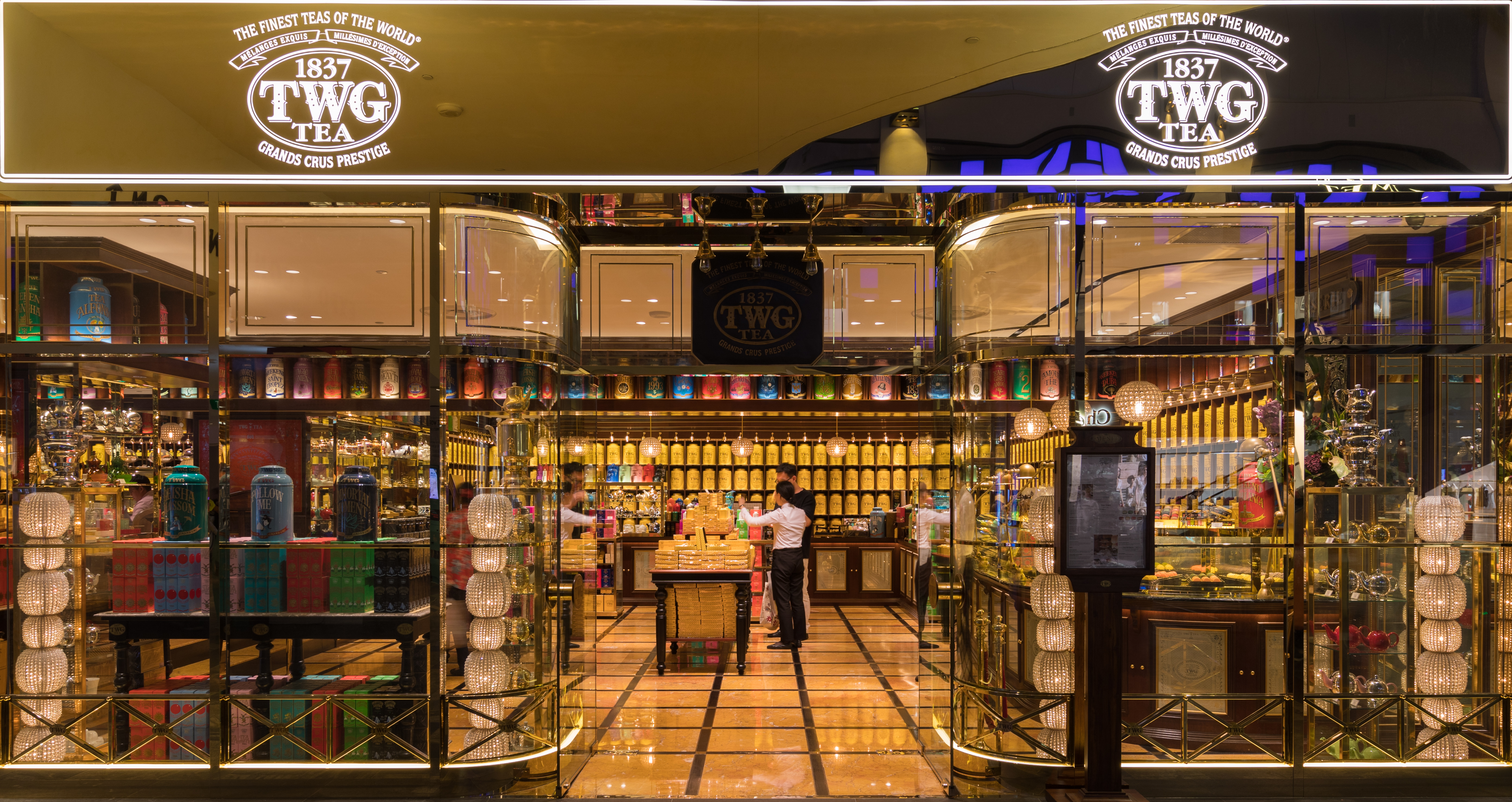
TWG Tea shop、マリーナ・ベイ・サンズ、シンガポール

TWG Teaは、世界中の47の茶産地から調達した1,000種類以上の茶葉を販売している。同社の茶製品は、ロンドンのハロッズ、ニューヨークのDean&Deluca、スペインとポルトガルのエル・コルテ・イングレス、ドイツのファインコスト・ケーファーなど、42カ国の小売業者で販売されている。同社のロゴには「1837」という年号が記載されており、これはシンガポール商工会議所の設立年を示している。
茶葉は色（ブラック、ブルー、グリーン、イエロー、ホワイト、レッド）で分類され、「Singapore Breakfast Tea」、「Silver Moon Tea」、「1837 Black Tea」といった名前がつけられている。希少で高級な茶葉には、「the Imperial Gyokuro」や、24金のフレークを含む「the Gold Yin Zhen」などが含まれている。TWG Teaはまた、ティーカップやティーポットなどの高級な茶器も販売している。